# Bodnant Garden
Bodnant Garden (walisisch Gardd Bodnant) ist ein botanischer Garten und Arboretum mit einer Größe von 32 Hektar in der Nähe des Dorfes Tal-y-Cafn in der Grafschaft Conwy, Wales. Es ist einer der spektakulärsten und am meisten bewunderten Gärten im Vereinigten Königreich und bekannt für seine Pflanzensammlungen. Er befindet sich im Besitz des National Trust. Hier wachsen einige der höchsten Urweltmammutbäume des Vereinigten Königreichs.

## Geschichte

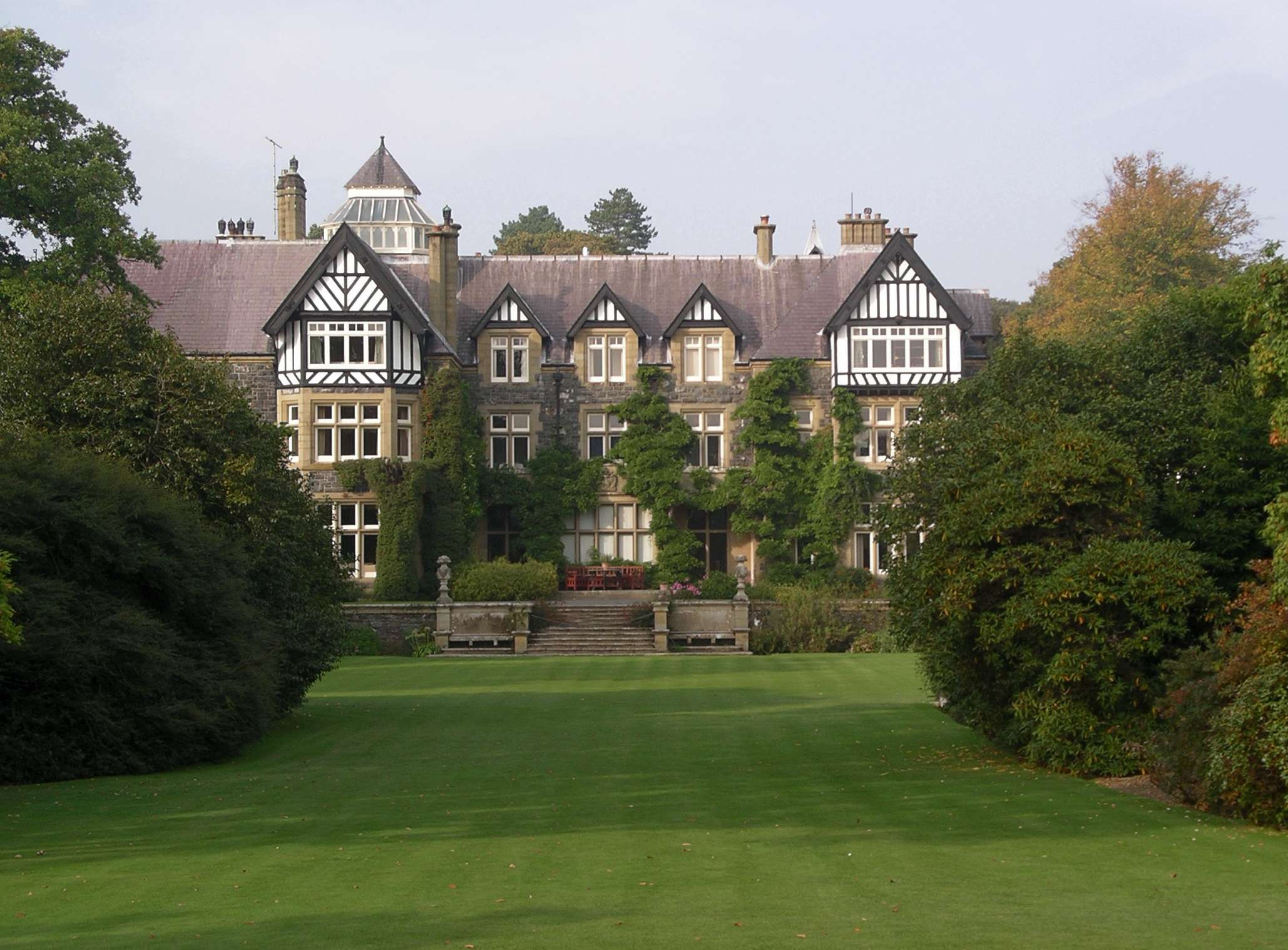
Bodnant House

1874 erwarb der Chemiker und Erfinder Henry David Pochin, Sohn eines freien Bauern aus Leicestershire, ein Anwesen in Bodnant, das aus 25 umliegenden Bauernhöfen bestand. Das Haus in Bodnant war im Jahr 1792 erbaut worden. Pochin baute es um, erweiterte es und versah es mit einer neuen Fassade. Er legte auch den unteren Garten an, der als Dell und Laburnum Walk bekannt ist, und errichtete 1882 einen Wintergarten in der Nähe des Hauses und ein Familienmausoleum mit dem Namen „The Poem“. Nach seinem Tod im Jahr 1895 erbte seine Tochter Laura das Anwesen; sie heiratete den Anwalt Charles McLaren, der 1911 Baron Aberconway wurde. Im Jahr 1938 erwarb Henry Duncan, 2. Baron Aberconway, die Pin Mill in Gloucestershire und verlegte sie nach Bodnant, wo die Folly an der Canal Terrace angelegt wurde. 1949 übergab Duncan den Garten in Bodnant als Schenkung an den National Trust. Von der Schenkung ausgenommen war das Haus, in dem die Familie des Schenkers noch heute lebt.
2019 wurde Bodnant Garden von rund 271.000 Personen besucht. 2024 betrug die Besucherzahl etwa 273.000 Personen.

## Garten
Bodnant liegt an den Ufern des Flusses Conwy. Der Garten besteht aus großen einheimischen Bäumen, von denen viele aus dem Jahr 1792 stammen. Der Garten besteht aus zwei Teilen: dem oberen Teil um das Haus herum, der aus Terrassengärten und Rasenflächen besteht, und dem unteren Teil, der Dell, der durch das Tal des Flusses Hiraethlyn gebildet wird und einen Wildgarten und ein Pinetum umfasst. Mit der Anlage der Gärten wurde 1875 begonnen, und ihr endgültiges Aussehen ist das Ergebnis der Arbeit von vier Generationen der Aberconways. Heute umfasst ihr Anwesen 32 Hektar Gartenfläche in Bodnant, die der Öffentlichkeit zugänglich sind, einschließlich seiner einzelnen Teile: Upper Rose Terrace, Croquet Terrace, North Garden, Lily Terrace, Pergola und Lower Rose Terrace, Canal Terrace (zusammen mit Pin Mill), Big Rockery, Dell, Waterfall, Round Garden und der berühmte 55 Meter lange Blumentunnel, der aus Goldregen besteht, der von Mitte Mai bis Anfang Juni blüht. Zwischen 1904 und 1914 wurden in der Nähe des Hauses Terrassen im italienischen Stil errichtet.
Der Garten von Bodnant genießt aufgrund seiner botanischen Sammlungen weltweites Ansehen. Dank botanischer Expeditionen vor mehr als einem Jahrhundert wurden Naturphänomene aus der ganzen Welt gesammelt (durch Samen und Stecklinge).
Je nach Jahreszeit können in Bodnant die folgenden Pflanzenarten bewundert werden:
- im Frühjahr: Narzissen, Magnolien, Kamelien, Rhododendren, Azaleen und Goldregen
- im Sommer: Rosen, Hortensien, Staudenrabatten, Weiße Seerosen, Clematis und sommerblühende Kletterpflanzen
- im Herbst: Ahorne, Beeren tragende Bäume und Sträucher mit buntem Laub[7]

Der Garten von Bodnant beherbergt einige der höchsten Mammutbäume auf den britischen Inseln. Der Riesenmammutbaum wurde laut der Informationstafel im Jahr 1890 gepflanzt und war 29,3 Meter hoch (Stand: Mai 2010). Der Küstenmammutbaum war mit 46,25 Metern laut der Website Redwood World der höchste bisher gemessene Baum der Unterart „Coast Redwood“. Im Dezember 2021 fiel Letzterer als Folge des Sturms Arwen um.

## Bodnant Garden Centre
Das Bodnant Garden Centre wählt Stecklinge der besten Pflanzen des Bodnant Gardens aus, um sie in seinen eigenen Gewächshäusern zu züchten. In Zusammenarbeit mit dem National Trust Garden werden viele der nur in Bodnant erhältlichen Pflanzenarten hier angebaut und verkauft.